# Kazushi Ōno

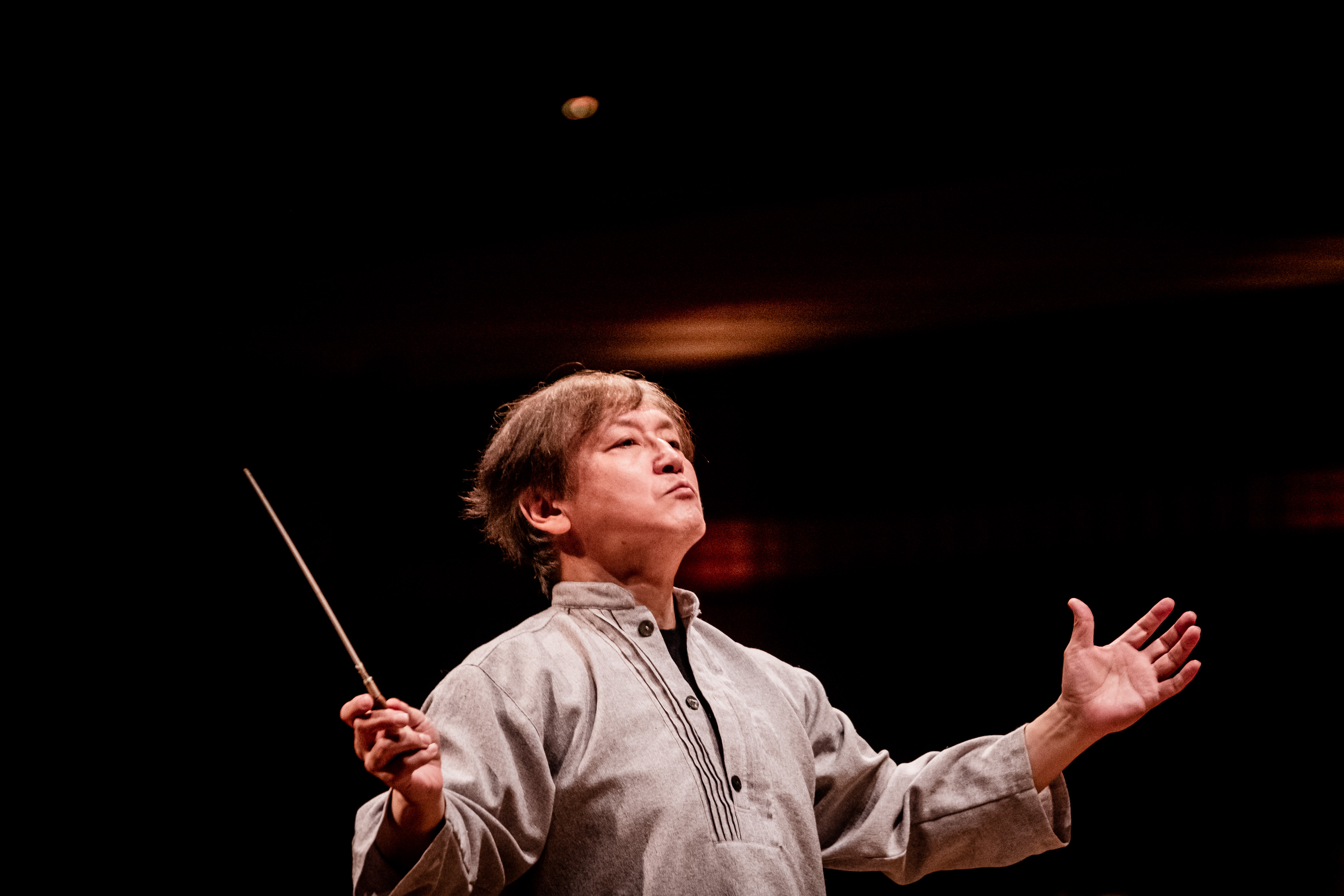
Kazushi Ōno

Kazushi Ōno (jap. 大野 和士, Ōno Kazushi, geboren 1960 in Tokio) ist ein japanischer Dirigent.

## Leben und Werk
Ono studierte an der Tokyo National University of Fine Arts and Music und war Schüler von Leonard Bernstein in Tanglewood und von Wolfgang Sawallisch und Giuseppe Patanè an der Bayerischen Staatsoper in München. 1987 gewann er den ersten Preis beim internationalen Arturo-Toscanini-Wettbewerb für Dirigenten.
Von 1990 bis 1996 war er Chefdirigent der Zagreber Philharmonie, danach bis 2002 Generalmusikdirektor der Badischen Staatskapelle Karlsruhe, wo er den kompletten Ring des Nibelungen von Wagner aufführte. Daneben war er von 1992 bis 2000 Erster Dirigent des Tokyo Philharmonic Orchestra. 2002 folgte er Antonio Pappano als musikalischer Direktor des Königlich Belgischen Opernhauses La Monnaie nach. Hier führte er u. a. Strauss’ Elektra, Mozarts Don Giovanni, Brittens Peter Grimes, Wagners Tannhäuser, Verdis Aida und Strauss’ Die Frau ohne Schatten auf. 2007 leitete er das Neujahrskonzert von Venedig. 2008 wechselte Ono als Künstlerischer Leiter an die Opéra National de Lyon, eine Position, die er bis 2017 innehatte. Weiterhin gastierte er u. a. an der Metropolitan Opera, der Wiener Staatsoper und der Mailänder Scala, u. a. gab er dort 2005 drei Konzerte mit Gustav Mahlers 7. Sinfonie.
Seit 2015 ist er Chefdirigent des Tokyo Metropolitan Symphony Orchestra und des Orquestra Simfònica de Barcelona i Nacional de Catalunya, zusätzlich ist er seit 2018 künstlerischer Direktor am Neuen Nationaltheater Tokio.
Daneben wirkt er u. a. als Gastdirigent des London Philharmonic Orchestra, des Boston Symphony Orchestra, des NDR Sinfonieorchesters, des Gewandhausorchesters, der Münchner Philharmoniker, des Dänischen Radio-Sinfonieorchesters, des BBC Symphony Orchestra, des Orchesters der RAI in Turin, des Ensemble intercontemporain, des City of Birmingham Symphony Orchestra, des Orchestre Philharmonique de Radio France und des Radio Symphonie Orchesters Wien.
Das besondere Interesse Onos gilt den Komponisten des 20. Jahrhunderts, und er dirigierte u. a. Werke von Olivier Messiaen, György Ligeti, Wolfgang Rihm, Mauricio Kagel, Salvatore Sciarrino, Sofia Gubaidulina, Alfred Schnittke, Toru Takemitsu, Toshio Hosokawa und John Adams sowie die japanischen Erstaufführungen von Hans Werner Henzes achter und neunter Sinfonie. Er dirigierte auch die Uraufführungen von Luca Francesconis Ballatta, Toshio Hosokawas Hanjo, Philippe Boesmans’ Julie und – am 12. November 2017 in der Oper Frankfurt – Arnulf Herrmanns Der Mieter, inszeniert von Johannes Erath.

## Auszeichnung
- 2009: Suntory Music Award.
- 2015: Asahi-Preis